# Øvrebrekka
Øvrebrekka är en kulle i Antarktis. Den ligger i Östantarktis. Norge gör anspråk på området. Toppen på Øvrebrekka är 2 603 meter över havet.
Terrängen runt Øvrebrekka är en högslätt, och sluttar norrut. Trakten är obefolkad. Det finns inga samhällen i närheten.